# Jaron Herman
Jaron Herman (ur. 12 lipca 1981 w Tel Awiwie) – izraelski muzyk, pianista jazzowy, występujący w Izraelu, Francji, USA, a także w Polsce.

## Życiorys
Początkowo trenował koszykówkę. Po kontuzji musiał zrezygnować z treningów i jako 16–latek rozpoczął naukę gry na fortepianie pod kierunkiem Ophera Brayera z użyciem metodologii opartej na filozofii, matematyce i psychologii. W roku 1999 uzyskał prestiżową nagrodę Rimon School of Jazz and Contemporary Music w kategorii "Junior talent". Następnie studiował w The Berklee School of Music w Bostonie, po czym rozpoczął karierę w Paryżu. Jest autorem teorii improwizacji muzycznej pn. "Real Time Composition" (komponowanie w czasie rzeczywistym). Występował na konferencjach TEDxParis (2015), TEDGlobal (2013), TEDxCERN (2013) i TEDxHelvetia (2012).
W 2020 roku wydał książkę  Le déclic créatif.

## Dyskografia
- 2003: Takes 2 to Know 1 (w duecie z Sylvainem Ghio)[5]
- 2006: Variations[6]
- 2007: A time for Everything (z perkusistą Geraldem Cleaverem i basistą Mattem Brewerem)[7]
- 2007: Muse[8]
- 2010: Follow the White Rabbit[9]
- 2012: Alter Ego[10]
- 2014: podwójny album The New Tradition (z Adamem Bałdychem)[11]
- 2015: podwójny album Everyday (z perkusistą Zivem Ravitzem)
- 2017: Y (z udziałem basisty Bastiena Burgera, perkusisty Ziva Ravitza i gościnnie występującymi  Hugh Coltmanem, Matthieu Chedidem i Dream Koala)[12]
- 2019: album studyjny Songs of the Degrees (z Zivem Ravitzem i basistą Samem Minaie)[13]

## Nagrody
- 2007: Jazz Adami Talent Award[14]
- 2008: Victoires de la Musique w kategorii Jazz Revelation of the Year[4][15]
- 2009: nominacja do Victoires du Jazz w trzech kategoriach: artysta roku, album roku i nominacja People’s Choice[2]
- 2009: Jazzowy Album Roku iTunes[2]